# Barceló
Barceló es un antropónimo mallorquín, su versión francesa es Barcelo.

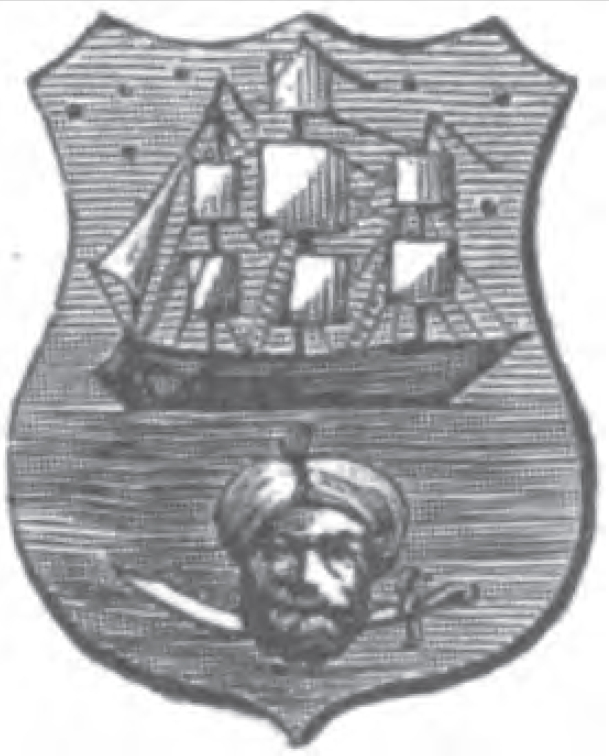
Armas de Barceló (de Mallorca).

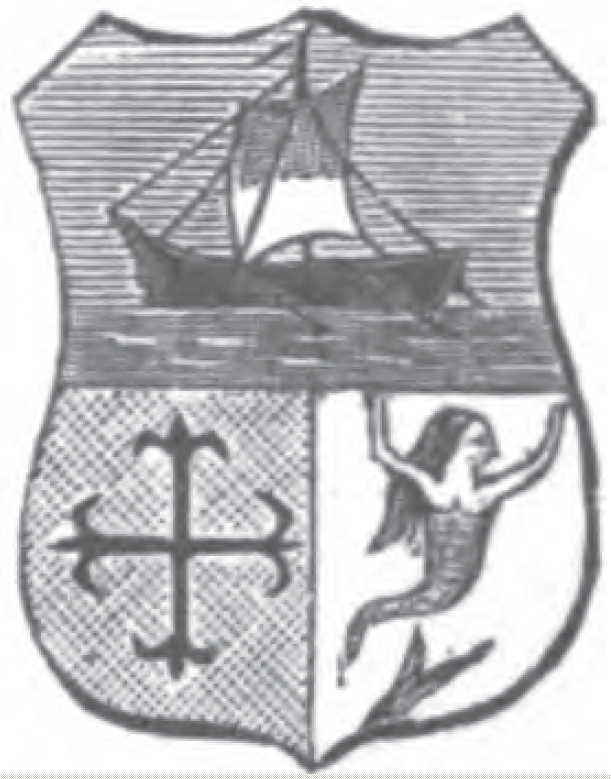
Armas de Barceló (de Cataluña).

## Etimología
Noble linaje francés de gran antigüedad; posiblemente de origen cartaginés (toponimia de Barcelona). Los genealogistas hermanos Arturo y Alberto García Carraffa, en su "Enciclopedia Hispanoamericana de Heráldica, Genealogía y Onomástica", dicen que es linaje originario del Mediodía francés, con casa solar en Montpellier (Lenguadoc) de donde pasó a Cataluña. Algunos genealogistas afirman que la familia Barceló, de Mallorca, comenzó en Pedro Barceló, natural de Montpellier que en 1232 fue uno de los comisionados por el rey aragonés Don Jaime I, señorío de Montpellier, para el reparto general de las tierras de aquella isla.